# Rupture de média
 (décembre 2023).
La rupture de média dans le traitement de l’information est une étape de la transmission d’un processus où des données ou des informations sont transférées d’un média vers un autre.

## Description
Une rupture de média se produit dans le traitement de l'information lorsque, dans la chaîne de transmission d'un processus, des données/informations sont (doivent être) transférées d'un support d'information à un autre/à un autre.
Cela peut se faire par exemple en saisissant manuellement (en tapant) des données préalablement inscrites dans des formulaires. Les ruptures de médias ralentissent les processus d'acquisition ou de traitement des données, des informations et des contenus, réduisent généralement leur qualité et peuvent conduire à des erreurs de transmission dans la chaîne d'information.
Par exemple, un processus commercial est interrompu lorsque les données doivent être transmises sous une autre forme que celle sous laquelle elles ont été reçues. Les formulaires de commande des sociétés de vente par correspondance en sont un bon exemple : ils sont remplis à la main par le client et doivent ensuite être transférés manuellement ou de manière partiellement automatisée chez le fournisseur pour le traitement de la commande. Un autre exemple de rupture de média est l'impression d'un e-mail pour en saisir manuellement le contenu dans un autre ordinateur ou un autre programme informatique.
Dans le cadre de l'e-business, on s'efforce d'éviter les ruptures de médias en intégrant les fonctions commerciales tout au long de la chaîne de création de valeur. Cela doit permettre de réduire les coûts de transaction et de rendre ainsi l'entreprise plus compétitive. L'absence de rupture de média est également l'un des principaux objectifs de l'e-gouvernement, afin d'accroître l'efficacité de l'administration publique.

## Virtualisation
La manipulation classique habituelle des médias est virtualisée par l'introduction de mémoires électroniques et la consultation du contenu des mémoires via des écrans. On a souvent pronostiqué la disparition des supports classiques, mais les développements actuels démentent totalement ce pronostic. En effet, les médias connus, comme la bande perforée, la disquette et le CD, sont sans cesse remplacés par de nouveaux développements.
Les ruptures de média connues sont supprimées, mais partiellement remplacées par de nouvelles ruptures de média. Cette évolution se répétera toujours sous diverses formes. Certains supports physiques subsistent, comme le papier et l'écran.

## Convergence dans les technologies de communication
Un intérêt particulier est porté au remplacement de la diversité des appareils qui se sont succédé historiquement pour les fonctions de communication dans la communication mobile et, par conséquent, à la suppression des ruptures de médias inutiles. Ainsi, il existe un lien fonctionnel entre les actions d'un utilisateur et différents appareils, comme par exemple
- Téléphone mobile
- Tablette
- Ordinateur portable
- Ordinateur de bureau
- Récepteur d'alerte radio
- Jeton de sécurité
- Porte-clés
- Carte d'identité
- Carte de paiement
- etc.

L'objectif d'une stratégie de communication convergente est de regrouper les fonctions dans des appareils ayant une capacité d'affichage adaptée à chaque action et un poids aussi faible que possible.

## Les ruptures de médias comme élément de sécurité
Dans le domaine de la sécurité, par exemple, les ruptures de médias sont parfois utilisées intentionnellement afin d'augmenter le niveau de sécurité. Les scénarios classiques d'attaques contre les systèmes de sécurité sont décrits dans des normes internationales. Une amélioration de la sécurité est toujours obtenue lorsque l'attaque devrait être effectuée sur plusieurs supports (au moins deux) ou sur plusieurs appareils en même temps.

### Rupture virtuelle des médias en raison des différents canaux utilisés
Ainsi, certaines banques transmettent à l'utilisateur le numéro de transaction requis pour un ordre de banque par Internet par SMS (radio mobile). L'authentification multifactorielle utilisée dans ce cas, via Internet et le réseau mobile, avec deux facteurs de sécurité ou plus - et la saisie manuelle du code PIN reçu par SMS - doit être considérée comme particulièrement sûre.

### Rupture physique du support par différents appareils impliqués
Il est possible d'augmenter encore la sécurité contre les attaques en répartissant les fonctions de sécurité sur deux appareils, par exemple un téléphone portable et un jeton de sécurité. Dans ce cas, le lien physique est également applicable comme facteur de sécurité. L'authentification multifacteur utilisée ici, avec une estimation de la distance entre les appareils avec deux facteurs de sécurité ou plus, est considérée comme particulièrement facile à surveiller et donc comme une sécurité supplémentaire.

## Littérature
- Harald Gleißner, J. Christian Femerling: Logistik, Kapitel IT in der Logistik, Gabler, 2008,  (ISBN 978-3-8349-0296-2).